# Class (periodico)
Class è una rivista edita dal 1986 in Italia da Class Editori

## Storia editoriale
Venne fondata da Paolo Panerai e diretta da Antonio Orlando. La rivista, secondo Audiweb, ha un bacino di 109.000 lettori mentre, secondo Accertamenti Diffusione Stampa, la diffusione sarebbe di 40.899 copie..
Viene distribuito in abbinamento con il settimanale "Milano Finanza".